# درآمدی بر متافیزیک
درآمدی بر متافیزیک (آلمانی: Einführung in die Metaphysik) یک دوره سخنرانی اصلاح شده و ویرایش‌شده در سال ۱۹۳۵ توسط مارتین هایدگر است که اولین بار در سال ۱۹۵۳ منتشر شد. این اثر به‌دلیل بحث در مورد پیش‌سقراطی‌ها و به تصویر کشیدن کهره یا چرخش در اندیشه‌های او که از دهه ۱۹۳۰ شروع شد، و همچنین به‌دلیل ذکر «عظمت درونی» نازیسم قابل توجه است. هایدگر پیشنهاد کرد که این اثر به «نیمه دوم» نانوشته اثر بزرگ او «هستی و زمان» در سال ۱۹۲۷ مربوط می‌شود.

## احیای پیشاسقراطی‌ها
ولودزیمیرز جولیان کوراب-کارپوویچ می‌نویسد: درآمدی بر متافیزیک «درباره تفکر یونانی اولیه نبود، و با این حال پیشاسقراطی‌ها در مرکز اصلی بحث قرار دارند. در این دیدگاه، «تفکر هراکلیتوس و پارمنیدس که در منشأ فلسفه نهفته است، توسط افلاطون و ارسطو ابطال و سوء‌تعبیر شد» و بدین ترتیب تمام فلسفه غرب بعدی را لکه‌دار کرد.

## سیاست
گریگوری فرید و ریچارد پولت این اثر را به‌دلیل «گستره و عمق اندیشه و همچنین سبک پیچیده و ظریف آن» ستایش کردند و استدلال کردند که این اثر شایسته جایگاهی برای جانشینی هستی و زمان است. در مورد اشاره آن به ناسیونال سوسیالیسم می‌نویسند که «مفسران در مورد این‌که آیا نازیسم هایدگر ناشی از نقص شخصیتی بوده یا نه، یا این‌که خود فلسفه منعکس‌کننده دیدگاه فاشیستی است، اختلافات زیادی دارند.

## یادداشت
1. ↑  کهره، یا «نوبت» (die Kehre) اصطلاحی است که به ندرت توسط هایدگر استفاده می‌شود، اما توسط مفسرانی که به تغییری در نوشته‌های او در اوایل سال ۱۹۳۰ اشاره می‌کنند که در دهه ۱۹۴۰ تثبیت شد، استفاده می‌شود. کهره به تغییر تمرکز، یا تغییر عمده در دیدگاه هایدگر اشاره دارد.

### کتاب‌ها
- Fried, Gregory; Polt, Richard, eds. (2001). A Companion to Heidegger's Introduction to Metaphysics. New Haven & London: Yale University Press. ISBN 978-0-300-08524-2.
- Heidegger, Martin (2014). Introduction to Metaphysics, Second Edition. New Haven & London: Yale University Press. ISBN 978-0-300-18612-3.
- Heidegger, Martin (1977). The Question Concerning Technology and Other Essays. New York: Harper & Row. ISBN 0-06-131969-4.
- Korab-Karpowicz, W. Julian (2016). The Presocratics in the Thought of Martin Heidegger. Frankfurt am Main & New York: Peter Lang. ISBN 978-3631712917.
- Young, Julian (1998). Heidegger, philosophy, Nazism. Cambridge: Cambridge University Press. ISBN 0-521-64494-1.

### مجلات
- Groth, Miles (2001). "Review: [Untitled]". The Review of Metaphysics. 55 (1).

### مقالات آنلاین
- Pégny, Gaëtan; Martinez, Andrea; Kellerer, Sidonie; Hoffman, Jordan; Duff, Alexander S. (November 7, 2014). "Response to Gregory Fried's "The King Is Dead: Heidegger's Black Notebooks"". Los Angeles Review of Books. Retrieved 31 December 2016.